# Берьково (Вологодская область)
Берьково — деревня в Сокольском районе Вологодской области.
Входит в состав Двиницкого сельского поселения, с точки зрения административно-территориального деления — в Двиницкий сельсовет.
Расстояние по автодороге до районного центра Сокола — 41,5 км, до центра муниципального образования Чекшина — 3,5 км. Ближайшие населённые пункты — Наумовское, Новый, Тохмарево.
По переписи 2002 года население — 10 человек.